# Margit Meissner
Margit Meissner (geboren am 26. Februar 1922 in Innsbruck als Margit Morawetz; gestorben am 8. Juli 2019 in Bethesda) war eine austroamerikanische Überlebende des Holocaust und Zeitzeugin.

## Leben
Ihr Vater, der Bankier Gottlieb Morawetz, stammte aus einer praktizierenden jüdischen Familie Böhmens, ihre Mutter, Lilly, stammte aus einer Familie assimilierter Wiener Juden. Sie hatte drei ältere Brüder, Felix, Paul und Bruno. Die Familie lebte in Innsbruck. Als Margit noch ein kleines Kind war, übernahm ihr Vater eine neue berufliche Aufgabe und zog mit der gesamten Familie nach Prag, unter anderem war er in der Juristischen Fakultät der Karls-Universität tätig. Margit wuchs in Prag in einem bildungsaffinen Haushalt auf und lernte außer deutsch auch tschechisch, englisch und französisch. Ihr Vater starb 1932 an den Folgen einer Embolie. In der Folge wurde sie von ihrer Mutter und einer Gouvernante aufgezogen. Paul und Felix verließen den elterlichen Haushalt und gingen nach Übersee, Bruno blieb und studierte Landwirtschaft.
Nach dem „Anschluss“ Österreichs 1938 und dem dramatisch ansteigenden Antisemitismus in Mitteleuropa beschloss die Mutter, dass es für ihre Tochter besser wäre, ihre Ausbildung an einer Schule in Paris fortzusetzen, auf der sie lernte, Kleider zu nähen. Ein Jahr später reiste Lilly nach Paris, um Margit zu besuchen. Als sich die Situation in der Tschechoslowakei verschärfte, kehrte sie nach Prag zurück, verkaufte ihre Habseligkeiten und floh schließlich nach der „Zerschlagung der Rest-Tschechei“ mit Sohn Bruno nach Paris. Auf Grund seines Studiums war es Bruno möglich nach England zu emigrieren. Im Mai 1940 erhielt Margits Mutter eine Aufforderung der französischen Polizei, sich in drei Tagen an einem Sammelpunkt einzufinden. Daraufhin kaufte Margit ein Fahrrad, schloss sich den aus Paris Flüchtenden an und gelangte nach Etampes. In einer Schule versammelten sich Flüchtlinge und Margit erfuhr, dass ihre Mutter im Camp de Gurs nahe der spanischen Grenze interniert worden war. Sie fuhr mit dem Fahrrad los, um sie zu suchen, und besorgte sich dann eine Zugkarte nach Salies-de-Béarn, einer Gemeinde in der Nähe von Gurs, wo sich Freunde befanden. Im Chaos nach dem Waffenstillstand zwischen Deutschland und Frankreich im Juni 1940 konnte Lilly aus Gurs flüchten. Mutter und Tochter gelang es, den deutsch besetzten Teil Frankreichs zu verlassen und Marseille zu erreichen. Von dort flohen sie nach Spanien und Portugal. Während ihrer Flucht bekamen sie finanzielle Hilfe von Varian Fry. Von Portugal aus kontaktierte Lilly ihren Sohn Felix in New York, der ihnen bei der Immigration in die USA half. Er bürgte mit einem Affidavit, Mutter und Tochter erhielten Visa für die Einreise in die USA und zogen schließlich zu Felix nach New York. Margits Bruder Paul war nach Australien und ihr Bruder Bruno nach Kanada ausgewandert.
Margit Morawetz heiratete drei Tage nach dem Angriff auf Pearl Harbor einen GI, den ungarischen jüdischen Flüchtling Otmar Gyorgy, den sie durch ihren Bruder Felix kennengelernt hatte. Sie reiste ihm zu seinen verschiedenen Ausbildungscamps in die Vereinigten Staaten nach. Weitere Reisen mit ihrem Mann führten sie in den Nahen Osten und nach Europa. Sie arbeitete als Kreditmanagerin und Kasserierin sowie als Übersetzerin für das United States Office of War Information, weil sie sechs Sprachen fließend beherrschte. Während der Nürnberger Prozesse war sie im Auftrag der US-Besatzungsarmee mit der Umerziehung von Hitlerjungen beschäftigt. Einige Jahre später wurde die Ehe geschieden.
Sie studierte an der Universität Sorbonne in Paris, am Columbia University Teachers College und am Trinity College in Washington D.C. In Kalifornien arbeitete sie zunächst als Story Analyst in Hollywood. Später entwarf und produzierte sie in San Francisco Kinderkleidung.
1953 heiratete sie Frank Meissner, einen Professor in Berkeley. Das Paar ließ sich in Bethesda in Maryland nieder, als ihr Mann für die Weltbank arbeitete, und wurde Eltern zweier Kinder, eines Mädchens und eines Jungen. Zwanzig Jahre lang engagierte sie sich für die Ausbildung von behinderten Kindern in den öffentlichen Schulen von Montgomery County. Darüber hinaus war sie auch als Beraterin des amerikanischen Bildungsministeriums tätig.
Ihr Ehemann starb 1990 an Krebs. Auf Drängen ihrer Kinder schrieb sie im Alter von 80 Jahren ihre Autobiographie, die 2003 unter dem Titel Margit’s story erschien. Über viele Jahre hin arbeitete sie im United States Holocaust Memorial Museum in Washington im Archiv und als Museumsführerin. Im hohen Alter engagierte sie sich unter anderem auch für Frauen, die den Völkermord in Ruanda überlebt haben.
Mit 94 Jahren heiratete sie erneut.

## Ehrung
- 2004: Montgomery County Human Rights Hall of Fame[4][9][2]

## Video- und Fernsehauftritte (Auswahl)
- Youtube: Last words by Margit Meissner at @HolocaustMuseum First Person, 9. April 2015
- Youtube: First Person 2016: Margit Meissner, 6. April 2016
- Deutsche Welle: A Holocaust survivor tells her story, 29. Januar 2018

## Buchpublikationen
- Margit's Story. An Autobiography. Rockville MD: Schreiber Publ. 2003. ISBN 978-1-887563-82-6
- The Power of Memorables Moments, in: Nancy R. Goodman, Marilyn B. Meyers (Hrsg.): The Power of Witnessing: Reflections, Reverberations, and Traces of the Holocaust: Trauma, Psychoanalysis, and the Living Mind, Routledge, 2012, ISBN 978-0415879033, S. 179–190 (Auszüge auf Google-Books)